# No hay 2 sin 3
No hay 2 sin 3 fue un programa de televisión argentino humorístico diario, emitido por Canal 9 en horario prime time a las 20:30 de 2004 a 2006. 
En las dos primeras temporadas, fue protagonizado por los exintegrantes del recordado programa de humor Videomatch, Pablo Granados, Pachu Peña y Freddy Villarreal. Este programa comenzó como una pequeña idea, pero paulatinamente fue ganando audiencia a fuerza de un humor paródico, logrando convertirse en uno de los programas emitidos por Canal 9 más vistos, promediando los 13 puntos de rating. 
La tercera temporada, emitida en 2006 y producida por Fatto In Casa, siguen Pachu y Freddy, y se integra el comediante y también exintegrante de Videomatch, José María Listorti, en reemplazo de Pablo. Al contrario de las dos temporadas anteriores, la tercera fracasó en términos de audiencia: en sus últimas emisiones no superó los 4 puntos de índice de audiencia, lo que sumado al costo del programa hizo que se cancelara en mayo de aquel año.

## Sketchs

### Ricos y Mocosos (2004-2005)
Fue un segmento de estilo bizarre dentro del ciclo humorístico, que alcanzó enorme popularidad durante los años 2004 y 2005, y que parodiaba a diversas telenovelas juveniles como Rebelde way o Frecuencia 04. Estaba liderada por Pablo Granados, Pachu Peña, Freddy Villarreal y con un reparto que también incluyó a Soledad Fandiño, Amelia Bence, Analía Franchín y Alacrán, entre otros.
Con la trama ubicada en la institución educativa "Saint Tropez" al que concurren jóvenes multimillonarios en que impera el lema: "el mundo es dinero", la serie encontró el espacio ideal para desarrollar un humor absurdo y una crítica liviana al funcionamiento de la educación y modismos de la élite en Argentina. 
Esta telenovela-parodia fue un éxito en 2004 e impactó rápidamente en la audiencia juvenil por la aguda utilización de modismos actuales.
El “tipo na’...”al hablar, o el “¿to’o bien?” para saber acerca del otro –ambos modismos dichos con inequívoca voz gangosa– se convirtieron en usos y costumbres entre los más jóvenes.
Aunque en este programa tenía otros segmentos, fue Ricos y mocosos el que cada noche abrió las emisiones y modificó el perfil de su audiencia.
Giros del tipo de "patético", "tipo nada" y "ojalá nunca les pase" fueron nutriendo el devenir de la novela, historia plagada de extrañas relaciones y publicidades que enhebraban las situaciones que instaban a comer alfajores y bocaditos de pollo o a comprar electrodomésticos.
Tras convertirse en el segmento más exitoso del ciclo más visto de Canal 9, Ricos y mocosos lanzó en noviembre de 2004 su propio disco de canciones originales que contaba con 12 temas y producción artística de Pablo Granados, y temas interpretados por todos los integrantes del elenco.
La historia trataba sobre un profesor de clase baja que comienza a trabajar en un colegio secundario de clase alta. Una de sus alumnas se enamora perdidamente de él, mientras que el resto de los alumnos no le prestaban atención. 
Con el tiempo, este profesor les va enseñando que el dinero no lo es todo, y que lo que verdaderamente los hace felices es la amistad y la familia. Comienzan a tomarle afecto, y, a raíz de esto, van surgiendo distintas historias en torno a los alumnos y el profesor.

#### Personajes
- Pablo Granados - Profesor Juan Asecas
- Soledad Fandiño - Felicitas Etchegoyen
- Freddy Villarreal - Alvarito Anchorena
- Rodrigo "Vagoneta" Rodríguez - Mike
- Pachu Peña - Segundo "Second" Cómodo
- Rodolfo Samsó - Adolfo Anchorena
- Emilia Attias - Bárbara
- Leonardo "Chafa" Cerrizuela - Gerard
- Francesco Giua - Fede Del Campo
- Flavio "Hijitus" Gastaldi - Isidro Zanabria
- Analía Franchín - Dolores
- Victoria Maurette - Luz Esperanza
- Amelia Bence - La Directora

### Otros Sketchs
- Chiche Bombón/Chiche Bombón Evolution (2005): Parodia de Freddy Villareal sobre el programa "Edición Chiche" de Chiche Gelblung.
- Hombres de Campo
- El Guachón: personaje de Rodolfo Samsó.
- Rodrigo Vagoneta: personaje de Rodrigo Rodríguez.
- El Almacén de Don Pepito: Los personajes más extraños, van a comprar al almacén, el cual es atendido por su propio dueño (Pachu Peña), quien es capaz de vender hasta lo imposible pero con precios totalmente exagerados.
- Gerardo al Límite: Una parodia de Freddy Villarreal, sobre el programa de juegos "Tiempo Límite" conducido por Gerardo Sofovich.
- Los Antojos: Pablo tiene esposa embarazada. No es gritona, no es chinchuda; todo lo contrario es mimosa y cariñosa. Pero esto no lo salvará de los antojos más imposibles que le pedirá.
- La Mansión del Terror: Los tradicionales personajes de las películas de terror conviven todos juntos en un gran castillo donde desarrollan diferentes historias de su vida cotidiana: La criatura de Frankenstein, El Conde Drácula, El Hombre Lobo y un científico muy raro.
- Amor Colectivo: Una novela que transcurre íntegramente dentro de un colectivo detenido en medio de la calle por un piquete de tiempo indefinido.
- La Reunión de Consorcio: Un edificio cualquiera, unos vecinos normales y una reunión en la que siempre se llega a una misma conclusión: Están todos locos.
- Examen de Medicina: Una sufrida alumna termina finalmente la secundaria. Lo que aún no sabe es que en la Facultad la están esperando Theiler, Kuproviesa y Pautaso, los profesores que siempre le hacen la vida imposible.
- Las Recetas de la Abuelita: Rodolfo Samsó es "La Abuelita" que prepara los platos más locos, mientras cuenta las más disparatadas historias sobre las recetas y la cocina.
- El Fan: Álvaro Navia es "El Fan", que viene al estudio a realizar un casting para poder trabajar en "No hay 2 sin 3", revelando una falta de talento y gracia insuperables.
- El Chill Out: Un spa donde el relax, la quietud, la paz y el descanso anti-estrés son prácticamente imposibles.
- Me Siento en la Montaña: Parodia de la película "Secreto en la montaña".

## Reparto
- Pablo Granados (hasta 2005)
- José María Listorti (en 2006)
- Pachu Peña
- Freddy Villarreal
- Rodolfo Samsó
- Soledad Fandiño
- Julieta Prandi
- Mirta Wons
- Pablo Alarcón
- Laura Cymer
- Julieta Gutiérrez Pagge
- Emilia Attias
- Carolina Oltra
- Fabricio Zunino
- Ivana Rossi
- Martín Piroyansky
- Rodrigo Vagoneta
- César Bordón
- Álvaro Navia
- Julio Ricardo
- Ricardo Bauleo
- Vivian El Jaber
- Eduardo Massa Alcántara
- Leonardo "Chafa" Cerrizuela
- Belén Rodríguez
- Jorge Noya
- Luisito
- Flavio "Hijitus" Gastaldi
- Vanesa Adriazola
- María Eugenia Ritó
- Mariana de Melo
- Ximena Capristo
- Analía Franchín
- Amelia Bence
- Karina Jelinek
- Silvina Luna
- Victoria Maurette
- Sofía Zámolo
- Germán Tripel
- Victoria Vanucci
- Tony Amallo
- Francesco Giua

## Premios
- Premio Martín Fierro 2004: Mejor programa humorístico

### Nominaciones
- Premio Martín Fierro 2004: Mejor actor protagonista de comedia y/o humorístico (Freddy Villarreal)
- Premio Martín Fierro 2004: Mejor participación especial en ficción (Amelia Bence)
- Premio Martín Fierro 2004: Revelación (Soledad Fandiño)